# Уволга (посёлок)
Уволга — упразднённый посёлок в Северо-Енисейском районе Красноярского края России. На момент упразднения входил в состав Тейского поселкового совета. Упразднён в 1998 году.

## География
Располагался на правом берегу реки Уволга, ниже впадения реки Ногата, на расстоянии приблизительно 27 км по прямой к северо-западу от посёлка Тея.

## История
В 1970—1980-е не выделялся в качестве самостоятельного населённого пункта.
Исключен из учётных данных постановлением губернатора Красноярского края от 6 мая 1998 года № 265-П в связи с выездом всех жителей для постоянного проживания в другие населенные пункты.